# صيتع (جبل)
جبل صيتع (بفتح الصاد المهملة وسكون المثناة التحتية، بعدها مثناة فوقية مفتوحة، فعين مهملة) هو جبل في السراة في ديار قبيلة بلقرن غربي قرى آل الزارية في محافظة بلقرن في منطقة عسير في المملكة العربية السعودية، وبه عدد من الحلل (المنازل الموسمية) للقبيلة، ومنها حلة الصيحانة في السفح الجنوبي للجبل.